# Antwerpse Brouw Compagnie
De Antwerpse Brouw Compagnie is een onafhankelijke lokale brouwerij in de stad Antwerpen. Ze werd in 2011 opgericht door Johan Van Dyck, een voormalig directielid van Duvel Moortgat, die eerder ook reeds bij brouwerij Dommelsch en Hoegaarden actief was.
De brouwerij is gevestigd in het Noorderpershuis, gelegen aan het Kattendijkdok-Oostkaai. De brouwerij is volledig onafhankelijk in handen van de oprichters en kwam mede tot stand via crowdfunding.
De brouwerij is bekend van het historische Antwerpse Seefbier, en ook van het Bootjes Bier dat wordt gebrouwen als hommage aan de Red Star Line.

## Geschiedenis
Sinds de opening eind december 2017 werden verschillende nieuwe bieren ontwikkeld, zoals Super Cadix (speciaalbier van lage gisting) en Nonkel Pater, een donkere Qua-dubbel, Miss T Lucie(ster blond) en Eilandje. In 2022 ging de brouwerij een samenwerking met Radio Minerva aan, en brouwden ze een bier naar aanleiding van de 40ste verjaardag van deze Antwerpse radiozender: de Minerva Tripel. Al de bieren van de brouwerij wonnen reeds meerdere gouden medailles op internationale wedstrijden.
De brouwerij is sinds 2022 ook de thuisbasis van Martin’s Pale Ale, de Antwerpse Pale Ale die gebrouwen wordt voor de Anthony Martin Group. Hiermee kwam het van oorsprong Antwerpse bier, na enkele omzwervingen in België, terug thuis in Antwerpen. De brouwerij is vrij toegankelijk voor bezoekers van woensdag tot zondag, met een brouwerijcafé te midden van de brouwzaal en gistingstanks en een grote biergarten.
Vanaf 2025 is de Antwerpse Brouw Compagnie de enige actieve brouwerij in Antwerpen (samen met enkele kleinschalige brewpubs), nadat de sluiting van brouwerij de Koninck, met overbrengen van productie naar overnemer Duvel Moortgat, bekend gemaakt werd.

## Bieren
- Seef - 6,5%
- Bootjes Bier - 7%
- Miss T Lucie - 8% Sterk Blond – droog & thee infused
- Eilandje - 6,4% Antwerpse herinterpretatie van een NEIPA
- Nonkel Pater - 9% Qua-dubbel
- Super Cadix - 5,6 % Antwerpse gedryhopte lager
- Minerva Tripel - 7%', gebrouwen in samenwerking met Radio Minerva

## Onderscheidingen
Sinds haar oprichting won de brouwerij zeven maal de titel 'World's Best' op onder andere de World Beer Cup Global Craft Beer Awards, Brussels Beer Challenge en World Beer Awards, Asia Beer Challenge, Australian International Beer Awards.
Doorheen de jaren werden alle bieren meermaals bekroond met medailles, waaronder volgend gouden:
Seefbier: Goud World Beer cup 2012, Goud World Beer Awards 2013-2014-2015, Goud Global Craft Beer Awards 2014, Goud Brussels Beer Challenge 2015, Goud Frankfurt International Trophy 2022, Goud Concours International Lyon 2022, Goud World Beer Cup 2023, Zilver Barcelona Beer Challenge 2024, Verkozen tot hét Product van Antwerpen 2023 -Made in Antwerp/GVA
Bootje's Bier: Goud/World's Best World Beer Awards 2016, Grand GOLD Frankfurt International Trophy 2019, Goud Frankfurt International Trophy 2022
Miss T Lucie : Goud Asia Beer Challenge 2022, Goud Concours International Lyon 2022, Goud European Beer Challenge 2023, Goud Barcelona Beer Challenge 2024
Minerva Tripel: Goud Frankfurt International Trophy 2023, Goud European Beer Challenge 2023, Goud Australian International Beer Awards 2023
Nonkel Pater: Goud Asia Beer Challenge 2022, Goud Concours International Lyon 2022, Goud Frankfurt International Trophy 2022, Goud Australian International Beer Awards 2023, Zilver Barcelona Beer Challenge
Super Cadix: Goud World Beer Awards 2018, Goud World Beer Awards 2019